# Cybianthus psychotriifolius
Cybianthus psychotriifolius (Rusby) Mez – gatunek roślin z rodziny pierwiosnkowatych (Primulaceae). Występuje naturalnie w Peru, Boliwii oraz Brazylii (w stanach Acre, Amazonas, Bahia, Mato Grosso i Minas Gerais). 

## Morfologia
PokrójZimozielony krzew.
LiścieBlaszka liściowa ma odwrotnie jajowato eliptyczny kształt. Mierzy 20 cm długości oraz 8–10 cm szerokości, jest całobrzega, ma klinową nasadę i spiczasty wierzchołek. Ogonek liściowy jest owłosiony i ma 15 mm długości.
KwiatyZebrane w gronach o długości 6–10 cm, wyrastających z kątów pędów.